# Downton Abbey (film)
Downton Abbey is een film uit 2019, geschreven en geproduceerd door Julian Fellowes. Het is een vervolg op de gelijknamige televisieserie die tussen 2010 en 2015 werd uitgezonden.
In 2019 werd bekendgemaakt dat er ook nog een tweede film zou komen. De Britse première van deze tweede film, getiteld Downton Abbey: A New Era, vond eind april 2022 plaats.

## Verhaal
Het is 1927. De familie Crawley ontvangt een belangrijke brief: de koning en koningin zullen tijdens hun tour door Yorkshire een bezoek brengen aan Downton Abbey. Ze zullen er lunchen en dineren, overnachten en een militaire parade bijwonen. Het koninklijke bezoek brengt een hoop werk met zich mee, Lady Mary moet al haar organisatorische talenten aanspreken om alles voor de parade op tijd geregeld te krijgen. Maar ook onder het personeel brengt het bezoek onrust, omdat het koninklijke bezoek zijn eigen personeel meeneemt dat de taken van de staf van de Abbey over zal nemen. Al het personeel van de Abbey wordt buitenspel gezet, maar die laten zich niet zomaar opzij zetten.
Mary is van mening dat Thomas Barrow, de butler, niet opgewassen is tegen alle taken die het koninklijke bezoek met zich meebrengt, en vraagt Carson, de gepensioneerde butler, om tijdelijk terug te komen. Barrow is gepikeerd en beledigd, en neemt vrij. 
Ondertussen wordt Tom Branson, de weduwnaar van de overleden jongste Crawley dochter Sybil, in de gaten gehouden door een man die zich aan hem voorstelt als "Major Chetwode". Deze majoor stelt allerlei vragen aan Branson, over zijn houding tegenover het bezoek en tegenover het koningshuis, en over zijn loyaliteit tegenover de familie Crawley. Chetwode doet nooit letterlijk uit de doeken waarvoor hij Branson in de gaten houdt, maar Branson vermoedt dat de majoor als detective is aangesteld door de koning om Bransons pro-Ierse en "republikeinse" achtergrond te onderzoeken en geeft welwillend antwoorden op al Chetwodes vragen. 's Avonds spreekt Chetwode met Branson af in de pub. Tijdens hun gesprek daar komt Tom erachter dat Chetwode wel eens andere, snodere plannen zou kunnen hebben. Chetwode vraagt Tom om hem de volgende dag bij de militaire parade te ontmoeten en Tom stemt in. Mary, die Toms gedrag verdacht vindt, volgt Tom. Chetwode blijkt een aanslag op de koning te willen plegen, maar Tom ontwapent hem en overmeestert hem samen met Mary. De politie komt ter plekke en arresteert Chetwode. Nadat Tom en Mary een verklaring hebben afgelegd keren ze terug naar de Abbey.
Onder het koninklijke bezoek bevindt zich ook hofdame Maud Bagshaw (gespeeld door Imelda Staunton). Zij is een nicht van Violet Crawley, de gravin-douairière. Aangezien Bagshaw kinderloos is, verwacht Violet dat zij haar landgoed na zal laten aan Robert, haar meest naaste mannelijke familielid. Maud Bagshaw heeft echter een ander plan, waardoor de relatie flink bekoeld is. Violet besluit het koninklijke bezoek te gebruiken om op Maud Bagshaw in te praten en achter haar beweegredenen te komen.
Het personeel van de koninklijke familie is vreselijk arrogant en jaagt het personeel van de Abbey tegen zich in het harnas. Na de lunch, waaraan niemand van het personeel van de Abbey mocht meewerken, komen Anna en Mr. Bates met een list. Ze roepen de staf van Downton bijeen en zorgen ervoor dat iedereen zijn taak kent. Barrow, de butler die voor dit bezoek tijdelijk opzij is gezet, zorgt er samen met Mr. Ellis, de kleder van de koning (en het enige lid van de koninklijke huishouding dat vriendelijk is), voor dat de lakeien van de koning weggeroepen worden naar Londen. Anna doet een slaapdrankje in de thee van de kok, en Andy sluit de "King's Page of the Backstairs" op in zijn kamer. Hierdoor wordt de weg vrijgemaakt voor Mrs. Patmore en Daisy om te koken voor het koninklijke gezelschap, en voor Mr. Molesley, Andy en Albert om hen te bedienen tijdens het diner. Wanneer de koning tijdens het diner zijn kok complimenteert vanwege het heerlijke eten en de onverwachte gerechten, verliest Molesley het protocol uit het oog en vertelt hij de koning dat niet Monsieur Courbet, maar Mrs. Patmore het eten heeft bereid. De familie is met stomheid geslagen, maar de koningin, die wel gewend is dat mensen zich in hun nabijheid vreemd gedragen, redt Molesley door hem te bedanken, en vraagt hem Mrs. Patmore haar complimenten over te brengen.
Violet regelt een gesprekje met Maud Bagshaw en komt erachter dat zij haar kamenierster Lucy Smith als erfgenaam heeft aangewezen. Violet is woest, maar de altijd nuchtere Isobel heeft door hoe de vork in de steel zit. Zij vraagt Mrs Bagshaw later onder vier ogen of Lucy Smith weet dat ze Mrs Bagshaws dochter is, en zij antwoordt bevestigend: Lucy is haar buitenechtelijke dochter, en zij zal haar landgoed erven. Wanneer Maud later uitleg geeft aan Violet, begrijpt en accepteert zij de situatie. Tom Branson heeft een oogje op Lucy, en wanneer de twee af spreken met elkaar te zullen corresponderen juicht Violet dit zelfs toe, omdat ze Tom zijn eigen landgoed gunt.
's Avonds brengen Barrow en Ellis een bezoekje aan York. Terwijl Ellis bij zijn ouders op bezoek is wacht Barrow in een pub, waar hij door een andere bezoeker gevraagd wordt mee te gaan naar een andere gelegenheid. Dit blijkt een homobar te zijn. Barrow heeft nog nooit eerder zoiets gezien en geniet met volle teugen, totdat de politie binnenvalt en alle bezoekers meeneemt. Homoseksualiteit was tot in de jaren zestig illegaal in Groot-Brittannië. Ellis is getuige van de arrestatie en weet Barrow uit de cel te krijgen door zijn status als lid van de "Royal Household" te gebruiken. Ellis blijkt ook een "closeted gay" te zijn. Wanneer de hofhuishouding vertrekt zoenen de twee en beloven contact te houden.
De volgende dag keert Henry, Mary's echtgenoot, terug van zijn trip naar de Verenigde Staten. 's Avonds woont de hele familie het koninklijke bal bij dat wordt gehouden op Harewood House, het verblijf van Prinses Mary en haar echtgenoot Lord Lascelles. Mary en Violet hebben daar een intiem gesprek, waarin Violet vertelt dat ze een arts heeft bezocht vanwege medische klachten, en ongeneeslijk ziek is. Mary is uiteraard ontdaan, maar Violet troost haar en is ervan overtuigd dat Downton bij Mary in goede handen is.
Lucy Smith mag als bediende het bal niet bijwonen, maar loopt Tom tegen het lijf wanneer ze Lady Bagshaw een zakdoekje komt brengen. De twee dansen toch samen, buiten op een terras.

## Rolverdeling
- Hugh Bonneville als Robert Crawley, 7th Earl of Grantham
- Laura Carmichael als Edith Pelham, Markiezin van Hexham en tweede dochter van de Crawleys
- Jim Carter als Charles Carson, gepensioneerd butler
- Raquel Cassidy als Phyllis Baxter, kamenier van Lady Grantham
- Brendan Coyle als John Bates, kamenier van Lord Grantham
- Michelle Dockery als Lady Mary Talbot, oudste Crawley-dochter
- Kevin Doyle als Joseph Molesley, voormalig lakei en tegenwoordig onderwijzer
- Michael C. Fox als Andy Parker, lakei
- Joanne Froggatt als Anna Bates, kamenier van Lady Mary
- Matthew Goode als Henry Talbot, echtgenoot van Lady Mary
- Harry Hadden-Paton als Bertie Pelham, 7e Markies van Hexham en echtgenoot van Lady Edith
- Robert James-Collier als Thomas Barrow, butler
- Allen Leech als Tom Branson, schoonzoon van de Crawleys, weduwnaar van Lady Sybil, de overleden jongste Crawley-dochter
- Phyllis Logan als Elsie Hughes, hoofd van de huishouding
- Elizabeth McGovern als Cora Crawley, Countess of Grantham
- Sophie McShera als Daisy Mason, assistent-kok
- Lesley Nicol als Beryl Patmore, kok
- Maggie Smith als Violet Crawley, Douairière van Grantham
- Imelda Staunton als Maud, Lady Bagshaw, hofdame van de koningin
- Charlie Watson als Albert, lakei
- Penelope Wilton als Isobel, Lady Merton
- Mark Addy als Mr Bakewell, kruidenier
- Max Brown als Richard Ellis, kleder van de koning
- Stephen Campbell Moore als Majoor Chetwode
- Richenda Carey als Mrs Webb, hoofd van de Royal Household
- David Haig als Mr Wilson, Kings Page of the Backstairs
- Andrew Havill als Henry Lascelles, 6th Earl of Harewood
- Geraldine James als Queen Mary
- Simon Jones als King George V
- Susan Lynch als Miss Lawton, kleedster van de koningin
- Tuppence Middleton als Lucy Smith, kamenier (en buitenechtelijke dochter) van Maud Bagshaw
- Kate Phillips als The Princess Mary, Viscountess Lascelles
- James Cartwright als Tony Sellick, loodgieter
- Douglas Reith als Richard, Lord Merton
- Philippe Spall als Monsieur Courbet, kok van de koning en koningin